# 菱田重禧
菱田 重禧（ひしだ しげよし、1836年7月27日（天保7年6月14日） - 1895年（明治28年）3月9日）は、幕末の大垣藩士・漢詩人、明治期の官僚・裁判官。青森県権令。字・士端、通称・文蔵、号・海鴎。

## 経歴
美濃国安八郡久瀬川村（現岐阜県大垣市）で、大垣藩侍講・菱田清次（毅斎）の六男として生まれる。年少から漢詩を好んだ。嘉永6年（1853年）、江戸に上り安積艮斎に入門。一時帰郷した後、安政5年（1858年）に再び江戸に上り艮斎塾に再入門した。安政6年（1859年）3月頃に退塾して同年5または6月頃に帰郷した。
帰郷後、小原鉄心の抜擢で藩校の教官、さらに評定役兼侍講に就任。慶応2年（1866年）3月、江戸詰となった小原鉄心に従い江戸に上る。同年6月4日、第二次長州征討の対応のため帰郷する小原に従い江戸を出発。慶応3年（1867年）9月末、藩兵を率いて上洛する小原に随行した。
慶応4年1月3日（1868年1月27日）鳥羽・伏見の戦いが始まり、小原鉄心の婿養子小原兵部が隊長であった大垣藩兵が旧幕府方として参戦した。このため、鉄心は桐山純孝と菱田を遣わし、兵部に対して官軍に対して発砲しないよう説かせたが、既に戦端が開かれ撤退は不可能であったため兵部は状況に応じて進退すると返答し、菱田たちは鉄心に報告した。同月6日、鉄心は再度、菱田を兵部へ遣わしたが、途中で長州藩士・増野精亮に捕われ伏見の陣営に連行された。菱田は長州藩伍長たちと議論を行うが、激昂した長州藩士たちが一緒に捕われていた会津藩士たちと共に菱田を斬首しようとした。6名が斬首され菱田の番となり辞世の漢詩を詠じ、それを読んだ隊長・石部誠中が菱田を救おうと動き斬首を免れた。藩兵が官軍に発砲し賊軍となり、鉄心は同月9日に菱田、桐山らを伴い大垣へ向かい、帰藩して藩論を勤皇に転換させた。
同年3月2日（3月25日）、明治政府に出仕し徴士・総裁局史官に就任。同年9月20日（11月4日）、明治天皇の東京行きに扈従。同年10月23日（12月6日）、権弁事となる。以後、学校取調御用掛兼勤、教導局御用掛兼勤、待詔局御用掛専務、諸藩建白取調掛、大史、記録編輯専務、按察権判官、兼民部権大丞を歴任。
明治3年9月28日（1870年10月22日）、第一次福島県権知事に就任。明治4年11月2日 （1871年12月13日）、福島県が廃止され青森県権令に転任。急進主義で野田豁通権参事、弘前士族と対立。米不足により弘前士族の給禄を換算した現金支給としたことにより反発を受け、県政が停滞した。そのため、1873年8月20日、免本官の上、位記返上となった。
1875年3月、文部省書記に就任。1880年3月、司法省雇に転じ、1881年4月、判事に任官。長崎上等裁判所詰となり、広島控訴裁判所詰に転じ1882年1月、依願免本官となる。同月、文部省御用掛・庶務局兼内記課勤務となる。その後、宮内省御用掛兼勤編纂局編輯委員、文部省権少書記官を歴任し、1885年3月に非職となる。
1892年9月、北豊島郡巣鴨村に移住。1895年に病のため死去した。

## 著書
- 『海鴎詩刺』菱田重禧、1892年。
- 大野鉄之助編『海鴎遺稿』安藤又三郎、1928年。